# Rafael Blanquer
Rafael Blanquer Alcantud (ur. 14 października 1945 w Walencji) – hiszpański lekkoatleta, skoczek w dal.
Zdobył brązowy medal w skoku w dal na igrzyskach śródziemnomorskich w 1967 w Tunisie. Również na europejskich igrzyskach halowych w 1969 w Belgradzie wywalczył brązowy medal, przegrywając jedynie z Klausem Beerem z NRD i Lynnem Daviesem z Wielkiej Brytanii. Odpadł w kwalifikacjach tej konkurencji na mistrzostwach Europy w 1969 w Atenach. 
Na halowych mistrzostwach Europy w 1970 w Wiedniu ponownie zdobył brązowy medal ulegając tylko Tõnu Lepikowi ze Związku Radzieckiego i Beerowi. Na halowych mistrzostwach Europy w 1973 w Rotterdamie zajął 6. miejsce, a na halowych mistrzostwach Europy w 1974 w Göteborgu 7. miejsce. Zajął 11. miejsce na mistrzostwach Europy w 1974 w Rzymie.
Zdobył srebrny medal na igrzyskach śródziemnomorskich w 1975 w Algierze (pokonał go jedynie Nenad Stekić z Jugosławii). Odpadł w kwalifikacjach na igrzyskach olimpijskich w 1976 w Montrealu. Zajął 9. miejsce na halowych mistrzostwach Europy w 1977 w San Sebastián.
Był mistrzem Hiszpanii w skoku w dal w latach 1969, 1970 i 1973–1978, a w hali mistrzem Hiszpanii w tej konkurencji w 1969, 1970, 1974 i 1977.
Wielokrotnie poprawiał rekord Hiszpanii w skoku w dal doprowadzając go do rezultatu 8,01 m (27 maja 1976 w Madrycie). Był pierwszym hiszpańskim skoczkiem w dal, który pokonał odległość ośmiu metrów.